# Bernard de Froment
Bernard de Froment est un homme politique français né le 5 mai 1952 à Rabat (Maroc).
Il est conseiller d'État en disponibilité, ancien président du conseil d'administration de l'IGN, ancien député RPR de la Creuse (1993-1997) et ancien président du conseil général de la Creuse (1994-1998).

## Famille
Bernard de Froment appartient à une famille de la Marche ayant reçu le titre de baron héréditaire par lettres patentes en 1815,. Il est le fils du baron François de Froment, général de brigade, le neveu de Pierre de Froment, général de division et résistant, et le père de Jean-Baptiste de Froment, ancien conseiller de Nicolas Sarkozy et élu au Conseil de Paris en 2014.

## Carrière professionnelle
Ancien élève à l’École nationale d’administration (ENA) (promotion André Malraux, 1975-77), il commence sa carrière comme administrateur civil au ministère de l'Agriculture puis attaché financier près l'ambassade de France en République fédérale d'Allemagne (1981-1983). Conseiller technique au cabinet du ministre de l'Intérieur Charles Pasqua de 1986 à 1987, il intègre ensuite le Conseil d'État en qualité de maître des requêtes et y devient commissaire du gouvernement près la section du contentieux dès 1990. Après son retour au Conseil d'Etat à l'issue de son mandat de député, le 1er juin 1997, il est nommé conseiller d'Etat en 1999 et Président de l'Institut géographique national (IGN) de 2003 à 2006. Parallèlement, il siège à la commission nationale de recours des réfugiés, ancien nom de la cour nationale du droit d'asile (CNDA) en qualité de président de section (1997-2006). La deuxième partie de sa carrière professionnelle se situe dans le privé en tant qu'avocat au sein du cabinet Publica-Avocats.

## Carrière politique

### Carrière nationale
Après avoir été élu conseiller régional du Limousin à la suite des élections régionales de 1986, Bernard de Froment est élu en 1993 député de la 1ère circonscription de la Creuse face au député-maire sortant de Guéret, André Lejeune avec 53,45% des voix au 2nd tour.
Lors des élections sénatoriales de 2014, il se porte candidat face à Jean Auclair, ancien député, et candidat UMP. Il obtient 30% des voix au 2nd tour.

### Carrière locale
Il approfondit son ancrage local dès 1994 en faisant basculer le canton de Guéret-Nord à droite et, par suite, la majorité du conseil général de la Creuse, laquelle le porte à la présidence du département. Toutefois il est progressivement fragilisé par des dissensions au sein de sa majorité : annulation de sa première élection par le Conseil d'État, soutien financier jugé trop important à l'équipe cycliste du département dans le cadre du Tour de France, et rivalité croissante qui l'oppose au député et conseiller général Jean Auclair. En 1997, soit un an avant la fin de son mandat, il démissionne de la présidence du conseil général au profit de Gérard Gaudin.
Il est à nouveau candidat aux élections cantonales de 2001 dans son canton, mais il est battu au 2nd tour par le candidat communiste Daniel Dexet, s'inclinant avec 47,24% des voix.
Lors des élections municipales de 1995, il se présente à la mairie de Saint-Fiel, commune faisant partie de son canton. Élu maire en 1995, il est reconduit en 2001 et 2008.

## Formation
- Ancien élève du Prytanée national militaire de la Flèche
- Licencié en droit
- Diplômé de l'Institut d'études politiques de Paris
- Enarque, ancien élève de l'ÉNA (Promotion André Malraux 1975-1977)
- Auditeur IHEDN, session nationale (2003-2004)

## Vie professionnelle
Bernard de Froment s'est mis en disponibilité du Conseil d'État pour exercer la profession d'avocat dans un cabinet parisien.

## Engagement politique
Membre du Rassemblement pour la République (RPR) puis de l'Union pour un mouvement populaire (UMP).

## Décoration
- Officier de l'ordre du Mérite agricole (2005)[3]
  - chevalier du 31 janvier 2003

## Anciens mandats électifs

### Mandats parlementaires
- 1993-1997 : Député de la Creuse

### Mandats locaux
- 1995-2014 : Maire de Saint-Fiel
- 1994-1998 : Président du conseil général de la Creuse
- 1994-2001 : Membre du conseil général de la Creuse (Canton de Guéret-Nord)
- 1986-1992 puis 1998-2004 : Membre du Conseil régional du Limousin
- 1989-1993 : Conseiller municipal de Gennevilliers (Hauts-de-Seine)
- 1983-1989 : Conseiller municipal puis adjoint au maire de Bénévent-l'Abbaye (Creuse)

## Fonctions diverses

### Fonctions actuelles
Associé-fondateur de Publica-Avocats, basé à Paris.

## Œuvres
- Le bon sens est dans le pré - février 1998 - La table ronde -  (ISBN 2710308398 et 978-2710308393)
- Les Départements pour les nuls, avec Alexandre Riquier et Olivier de Brabois, First, 2021.